# ألفونس منغنا
هرمز منغنا الشهير بـألفونس منغنا (بالسريانية: ܐܠܦܘܢܨ ܡܢܥܢܐ)‏،  وُلد عام 1878 في شرانيش، وهي قرية بالقرب من زاخو (في إقليم كردستان، العراق حاليًا)، وتوفي في 5 ديسمبر 1937 في برمنغهام، إنجلترا. ألفونس منغنا هو عالم لاهوت آشوري، ومؤرخ، ومتخصص في الدراسات السريانية والاستشراقية، وكاهن سابق، ويشتهر بجمعه وحفظه لمجموعة منغنا من المخطوطات القديمة للشرق الأوسط في برمنغهام. والتي تضم أكثر من 3,000 وثيقة، محفوظة في مكتبة كادبري البحثية التابعة لجامعة برمنغهام.
وكحال غالبية الآشوريين في منطقة زاخو، تنتمي عائلته إلى الكنيسة الكلدانية الكاثوليكية. وُلد ألفونس لأبوين، بولس ومريم نانو، ولديه سبعة أشقاء.

## دراسته في الموصل
أرسله أهله وهو في الثالثة عشر إلى دير الآباء الدومنيكان في الموصل حيث درس بالإضافة إلى اللاهوت، السريانية والعربية والتركية والفارسية والكردية والعبرية واللاتينية والفرنسية. وبعد تخرجه رسم كاهناً عام 1902 حيث عمل بعد ذلك في التدريس في نفس الدير. في السنوات العشر التالية قام ألفونس منغنا بجمع العشرات من المخطوطات السريانية القديمة، كما ألف كتباً بالنحو السرياني وعدة كتب عن أعمال آباء الكنيسة السريان.

## حياته في المملكة المتحدة
هاجر ألفونس منغنا إلى المملكة المتحدة سنة 1913 حيث عمل هناك كأستاذ للغات واللاهوت في وودبروك حيث تعرف هناك على زوجته إيما صوفي فلور، كما درّس بعدة جامعات أخرى مثل كامبردج ومانشستر (درس المخطوطات في مكتبة جون ريلاندز) وبرمنجهام. وألف في نفس الوقت عشرات الكتب عن السريانية والعربية والاعتذاريات المسيحية وخاصة أثناء اقامته في مانشستر. رجع اهتمام منغنا في منتصف العشرينات إلى المشرق، حيث قام بعدد زيارات بحثا عن مخطوطات نادرة ليدرجها ضمن مجموعته التي أصبحت الأكبر من نوعها في العالم، حيث لا تزال معروضة في متحف برمنجهام تحت اسم "The Mingana Collection".
توفي ألفونس منغنا عن 59 عاماً بتاريخ 5 ديسمبر 1937 ببرمنجهام.